# Piacé
Piacé – miejscowość i gmina we Francji, w regionie Kraj Loary, w departamencie Sarthe.
Według danych na rok 1990 gminę zamieszkiwało 325 osób, a gęstość zaludnienia wynosiła 32 osób/km² (wśród 1504 gmin Kraju Loary, Piacé plasuje się na 966. miejscu pod względem liczby ludności, natomiast pod względem powierzchni na miejscu 1004.).